# Председатель Палаты депутатов Чехии
Председатель Палаты депутатов Парламента Чешской Республики (чеш. Předseda Poslanecké sněmovny Parlamentu České republiky) — руководитель Палаты депутатов Парламента Чешской Республики. C 10 ноября 2021 года пост занимает депутат от партии TOP 09 Маркета Пекарова Адамова.
Является одним из семи обладателей ключа от двери коронной палаты в часовне Святого Вацлава в соборе Святого Вита, в которой хранятся Чешские королевские регалии.

## Полномочия и роль
С точки зрения дипломатического протокола, является третьим высшим государственным должностным лицом Чехии.
В основные задачи председателя Палаты депутатов входит:
- созывать, открывать и закрывать заседания Палаты депутатов и совместные заседания обеих палат Парламента Чехии;
- подписывать законы и постановления Палаты депутатов или другие документы, принимаемые палатой;
- предлагает Президенту назначение премьер-министра в соответствии со статьей 68 статьёй Конституции;
- направляет в Сенат законопроект или проект международного договора, который был принят Палатой депутатов;
- направляет принятые законы Президенту и Премьер-министру на подпись;
- вызывает неизбранного кандидата на вакантный депутатский мандат и выдает ему справку о том, что он стал депутатом;
- принимает присягу у членов Высшего контрольно-ревизионного управления;
- дает право использовать муниципальную символику – герб или флаг – муниципалитетам, поселкам и городам Чешской Республики;
- дает согласие на передачу суду задержанного члена парламента, задержанного во время совершения уголовного преступления или сразу после него;
- председатель Палаты депутатов выполняет также иные задачи, установленные законом, или задачи, возложенные на него Палатой депутатов.

В случае прекращения полномочий президента, часть его полномочий без контрасигнатуры (за исключением назначения председателя и заместителя председателя Верховного суда, помилования, права вето, подписания законов и назначения главы и заместителя главы Высшего контрольно-ревизионного управления) переходят к председателю Палаты депутатов. Выборы в Сенат также объявляет председатель Палаты депутатов.
В период с 1993 по 2012 год, в полномочия председателя Палаты депутатов, входило приведение к присяге президента республики. После изменения Конституции и введения прямых выборов президента, эти полномочия были переданы председателю Сената Чехии.

## Заместитель председателя
В дополнение к председателю Палаты, президиум также состоит из переменного числа заместителей председателя. Обычно это представители других партий, представленных в Палате депутатов. В истории Чехии количество вице-председателей колебалось от четырёх до шести (в зависимости от договоренностей фракций Палаты). Председатель Палаты депутатов сам выбирает своего первого заместителя из числа избранных заместителей председателя.

## Список Председателей Палаты депутатов Парламента Чешской Республики
| № | Фото | Имя                      | Партия   | Дата вступления в должность | Дата прекращения полномочий |
| - | ---- | ------------------------ | -------- | --------------------------- | --------------------------- |
| 1 |      | Милан Угде               | ODS      | 1 января 1993               | 27 июня 1996                |
| 2 |      | Милош Земан              | ČSSD     | 27 июня 1996                | 17 июля 1998                |
| 3 |      | Вацлав Клаус             | ODS      | 17 июля 1998                | 11 июля 2002                |
| 4 |      | Любомир Заоралек         | ČSSD     | 11 июля 2002                | 14 августа 2006             |
| 5 |      | Милослав Влчек           | ČSSD     | 14 августа 2006             | 30 апреля 2010              |
| 6 |      | Мирослава Немцова        | ODS      | 24 июня 2010                | 28 августа 2013             |
| 7 |      | Ян Гамачек               | ČSSD     | 27 ноября 2013              | 22 ноября 2017              |
| 8 |      | Радек Вондрачек          | ANO 2011 | 22 ноября 2017              | 10 ноября 2021              |
| 9 |      | Маркета Пекарова Адамова | TOP 09   | 10 ноября 2021              |                             |